# Свети Илия (Волак)
Вижте пояснителната страница за други значения на Свети Илия.
„Свети Илия“ (на гръцки: Προφήτης Ηλίας Βώλακα) е българска възрожденска православна църква в драмското село Волак (Волакас), Егейска Македония, Гърция, подчинена на Драмската митрополия. В архитектурно отношение е трикорабна базилика. В центъра на западната стена има вградена каменна плоча с датата 1841. В източния ъгъл на северната стена е релефната плоча с ктиторския надпис:
| „ | έφημέριος π[απά]Κωνσταντής καί π[απά]Γεώργι[ος]/ μαιου ιη ' αωμα'(1841) | “ |

Над вратата на независимата каменна триъгълна камбанария на църквата майсторите Неделко и Божика са оставили имената си и дата:
| „ | Ο ΧΕΙΡΟΠΙΗΤΗΣ 1887: ΝΕΔΕΛΚΙΟΥ ΤΗ: 17: Ιουνίου: ΚΑΙ ΜΠΟΖΗΚΗ | “ |

Според Георги Стрезов в 1891 година в църквата се чете смесено - на български и на гръцки.
В 1989 година е обявена за паметник на културата.
Към началото на XXI век покривът на църквата е пропаднал и тя е затворена.